# رسالة المعجب، من فضلك
رسالة المعجب، من فضلك (بالكورية: 팬레터를 보내주세요)؛ هو مسلسل تلفزيوني كوري جنوبي، من بطولة تشوي سو يونغ ويون بارك. يصور علاقة متشابكة بين إمراة مشهورة وأب أعزب وحيد. عرض على قناة إم بي سي من 18 نوفمبر إلى 26 نوفمبر 2022. بث كل يومي الجمعة والسبت.

## قصة
تواجه الممثلة البارزة هان جانغ هي (سو يونغ) أكبر أزمة في حياتها المهنية بسبب خطاب من أحد المعجبين. في هذه الأثناء، بانغ جونغ-سيوك (يون بارك) هو أب أعزب، قام بتربية ابنته بمفرده. ابنته تعاني من سرطان الدم ولديها أمنية أخيره، يرغب بانغ جونغ سوك بشدة في تحقيق أمنية ابنته.

## طاقم

### رئيسي
- تشوي سو يونغ في دور هان كانغ هي[6]

ممثلة مشهورة.
- يون بارك في دور بانغ جيونغ سوك[6]

رجل غير متزوج يقوم بتربية ابنته المريضة وحده.
- شين ايون وو بدور بانغ يو نا[7]

ابنه جيونغ سيوك

### داعم
- كانغ دا-هيون في دور كوو هاي-ري[8]

صديقة هان جانغ هي خلال أيام دراستهم في كلية الطب.
- كيم سانغ-وو في دور هوون[9]

مدير أعمال هان جانغ هي.

## التقييمات
| الحلقات | تاريخ البث     | تقييمات "نيلسن كوريا" | تقييمات "نيلسن كوريا" |
| الحلقات | تاريخ البث     | على الصعيد الوطني     | سيئول                 |
| ------- | -------------- | --------------------- | --------------------- |
| 1       | 18 نوفمبر 2022 | 2.0%                  | N/A                   |
| 2       | 19 نوفمبر 2022 | 1.3%                  | N/A                   |
| 3       | 25 نوفمبر 2022 | 1.5%                  |                       |
| 4       | 26 نوفمبر 2022 | 0.9%                  |                       |
| المتوسط | المتوسط        | —                     | —                     |

## الإنتاج
المسلسل من تأليف بارك تاي يانغ وهو أول مشروع له، ومن تخطيط ام بي سي من قبل المنتج نامجونغ سيونغ وو، وانتاج من قبل أسينديو إنترتينمنت.

## روابط خارجية
- الموقع الرسمي
 (بالكورية)
- رسالة المعجب، من فضلك على موقع IMDb (الإنجليزية)
- رسالة المعجب، من فضلك على موقع ليتربوكسد (الإنجليزية)
- رسالة المعجب، من فضلك على موقع قاعدة بيانات الفيلم (الإنجليزية)
- رسالة المعجب، من فضلك على هانسينما